# Herta Blaukopf
Herta Blaukopf (* 3. Jänner 1924 in Wien als Herta Singer; † 19. Jänner 2005 in Wien) war eine österreichische Literatur- und Musikwissenschaftlerin, die auch als Journalistin und Verlagslektorin tätig war.

## Leben & Wirken

### Ausbildung
Herta Blaukopf wurde am 3. Jänner 1924 in Wien als Tochter des Kaufmanns Julius Singer und der als hochmusikalisch geltenden Anna Singer, geborene Fränkel, als Herta Singer geboren. Sie stammte aus einer mütterlicherseits sozialdemokratischen Familie – ihr Großvater Richard Fränkel war Leiter des sozialdemokratischen Arbeitersängerbundes gewesen – und wuchs in einer als konfessionsfrei und agnostisch beschriebenen Umgebung auf. Ihr Vater hatte jüdische Wurzeln, war aber nicht religiös. Durch ihre Familie mütterlicherseits musikalisch gefördert, begann sie noch in ihrer Kindheit mit dem Klavierspielen. Ihre Fähigkeiten am Klavier wurden während ihrer Zeit als Jugendliche und junge Erwachsene ständig gefördert; so nahm sie unter anderem von 1938 bis 1945 bei der Pianistin und Komponistin Olga Novakovic (1884–1946), die selbst vermutlich die erste Schülerin Arnold Schönbergs war, Unterricht. Weiters besuchte sie Kurse und nahm an einem Lehrgang über musikalische Formenlehre bei Anton von Webern in den späteren Jahren des Zweiten Weltkriegs teil.
Nach der Volksschule besuchte sie das Humanistische Mädchen-Gymnasium in der Rahlgasse im 6. Wiener Gemeindebezirk Mariahilf, wo sie die Unterstufe absolvierte. Als „jüdischer Mischling 1. Grades“ wurde ihr der weitere Besuch nach dem Anschluss Österreichs und den zunehmenden verschärften Regelungen verwehrt. Nach ihrem Schulaustritt im Juni 1938 nahm sie Fremdsprachenunterricht und wechselte nach einjähriger Unterbrechung im Jahre 1939 an die Handelsakademie am Karlsplatz im 1. Wiener Gemeindebezirk Innere Stadt, die zum damaligen Zeitpunkt als Wirtschaftsoberschule geführt wurde. Am 5. Februar 1943 legte die damals 19-Jährige ihre Reifeprüfung mit Auszeichnung ab und nahm, nach dem Ende ihrer Schulzeit, eine Stelle in einem Büro an, da ihr ein Universitätsstudium unter dem NS-Regime aufgrund ihrer Abstammung verwehrt worden war.
Gleich nach Ende des Zweiten Weltkriegs inskribierte Singer im Sommersemester 1945, das aufgrund des Krieges erst im Mai begann, an der Universität Wien Germanistik im Hauptfach. Parallel dazu belegte sie vom Sommersemester 1945 bis zum Wintersemester 1947/48 Anglistik als Nebenfach. Nach dreijährigem Studium promovierte sie am 12. Mai 1948 mit einer Dissertation zum Thema Zeit und Gesellschaft im Werk Arthur Schnitzlers. Als Erst- und Zweitbegutachter ihrer Dissertation fungierten Hans Rupprich und Dietrich Kralik. Weitere Rigorosenprüfer Blaukopfs waren der Indogermanist Wilhelm Havers, Alois Dempf (Philosophie) und Hubert Rohracher (Psychologie) für das Philosophicum. Laut einem Amtsvermerk auf dem Rigorosenprotokoll wurden ihr zwei Semester auf die eigentliche Mindeststudiendauer von acht Semestern „im Zuge der Wiedergutmachung wegen Studienverhinderung aus rassistischen Gründen erlassen“.

### Berufliche Tätigkeit
In weiterer Folge war sie mehrere Jahre lang in der Redaktion der Tageszeitung Der Abend journalistisch tätig und arbeitete zwischen 1958 und 1964 als Lektorin in mehreren Verlagshäusern, darunter unter anderem für die Universal Edition. Zu ebendieser Zeit ehelichte sie im Jahre 1959 den Musiksoziologen Kurt Blaukopf (1914–1999); am 22. April 1962 wurde der Sohn Michael geboren. Durch ihren Ehemann, der bereits ein renommierter Mahler-Forscher war, wandte sie sich mehr und mehr der biographischen Erforschung des Komponisten Gustav Mahler zu. So publizierte sie unter anderem drei Bände mit Briefen von Mahler (Gustav Mahler – Richard Strauss. Briefwechsel zwischen 1888–1911 (1980), Gustav Mahler, Briefe, Neuausgabe (1982) und Gustav Mahler, Unbekannte Briefe (1983)). Ab den 1950er Jahren veröffentlichte sie auch in Zusammenarbeit mit ihrem späteren Ehemann einige Werke. Dabei entstanden Musikführer Wien. Entdeckungsreise in die Hauptstadt der Musik (1957), Die Wiener Philharmoniker. Wesen, Werden, Wirken eines großen Orchesters (1986), Die Wiener Philharmoniker. Welt des Orchesters – Orchester der Welt (1992), Gustav Mahler. Leben und Werk in Zeugnissen der Zeit (1994) oder Gustav Mahler – Briefe (1996).
Trotz ihrer Heirat im Jahre 1959 publizierte sie noch bis 1964 unter ihrem Mädchennamen als Herta Singer. Weitere nennenswerte Werke, die Herta Blaukopf im alleinigen Wirken herausgegeben hat, sind Im Wiener Kaffeehaus (1959) oder Humor & Hamur (1962). Weiters schrieb sie den Beitrag Positivismus und die Ideologie in der Germanistik. Aus den Anfängen der österreichischen Sprach- und Literaturforschung in Philosophie, Literatur und Musik im Orchester der Wissenschaften (1996), das von ihrem Ehemann herausgegeben wurde. In Science in Fiction – Fiction in Science. Zum Gespräch zwischen Literatur und Wissenschaft von Wendelin Schmidt-Dengler aus dem Jahre 1998 ist sie mit dem Beitrag Stifters literarischer Protokollsatz. Ein Mittel zur Darstellung der ‚wirklichen Wahrheit‘. vertreten. Mit Aus einer Schreibwerkstatt. Leben und Arbeiten mit Kurt Blaukopf. im 2000 erschienenen Kunst, Kunsttheorie und Kunstforschung im wissenschaftlichen Diskurs. In memoriam Kurt Blaukopf (1914–1999) von Martin Seiler und Friedrich Stadler verfasste sie einen Beitrag in Gedenken an ihren ein Jahr zuvor verstorbenen Ehemann.
Zeitlebens nahm sie an vielen Symposien und Kongressen und publizierte zahlreiche Beiträge zur Mahler-Forschung in Kongressakten, Festschriften und Sammelbänden. Des Weiteren leistete sie ständige Mitarbeit an – und Beiträge zu – den seit 1976 erscheinenden und in den Jahren 1978 bis 1994 von ihr redigierten Nachrichten zur Mahler-Forschung der Internationale Gustav Mahler Gesellschaft (IGMG) in Wien. Mit Erwin Ratz, dem Gründungspräsidenten der 1955 auf Initiative der Wiener Philharmoniker ins Leben gerufenen Gesellschaft, verband Blaukopf eine enge Freundschaft. Für die IGMG war Blaukopf auch an der Ausrichtung diverser Ausstellungen beteiligt. 1980 fand in Zusammenarbeit mit Emmy Hauswirth (1918–1999) eine Foto-Wanderausstellung zu Mahler, die durch über 30 Länder führte, statt. Außerdem verfasste Blaukopf zahlreiche Rezensionen und Artikeln in Zeitungen und Zeitschriften und war parallel zur musikwissenschaftlichen Forschung auch mit Veröffentlichungen rund um die österreichische Kultur und Literatur beschäftigt. Bis zuletzt war sie als Mitgestalterin des von ihrem Ehemann initiierten und geleiteten Forschungsschwerpunkts „Wissenschaftliche Weltauffassung und Kunst“ am Institut Wiener Kreis (auch Institute Vienna Circle oder kurz IVC) tätig. Hierbei verfasste sie wichtige Beiträge zur Geschichte der Germanistik und zur österreichischen Wissenschafts- und Kulturgeschichte.
Die von September 2005 bis Jänner 2006 unter dem Titel Mahleriana – Vom Werden einer Ikone im Wiener Jüdischen Museum gezeigte Ausstellung anlässlich des 50-jährigen Jubiläums der IGMG sollte ursprünglich von Blaukopf geplant und gestaltet werden. Da sie jedoch in ebendieser Zeit schwer erkrankte, konnte sie, bis auf einige konzeptuelle Vorarbeiten, kaum mehr etwas zur Ausstellung beisteuern. Des Weiteren kam es auch zu keiner Veröffentlichung einer von ihr geplanten und (erweiterten) gemeinsamen Neuausgabe des Briefwechsels zwischen Mahler und Strauss (1980) und des Bands Gustav Mahler. Unbekannte Briefe (1983), die sie unter dem Titel Extraprobe auf meine Kosten veröffentlichen wollte.
Am 19. Jänner 2005 starb Blaukopf nach mehrmonatiger schwerer Krankheit, kurz nach ihrem 81. Geburtstag, in ihrer Heimatstadt Wien und wurde am 17. Februar 2005 an der Seite ihres Mannes am Friedhof Mauer im Familiengrab der Familie Singer bestattet. Am 25. Jänner 2005 erschien in Die Presse ein von Ilse Korotin und Nastasja Stupnicki verfasster Nachruf unter dem Titel Gustav Mahlers Treuhänderin. Zum Tod der Wiener Literatur- und Musikforscherin Herta Blaukopf. Die beiden widmeten der renommierten Mahler-Forscherin auch einen mehrseitigen Beitrag in ihrem 2018 erschienenen Band Biografien bedeutender österreichischer Wissenschafterinnen. Korotin erwähnte sie auch in ihrem 2016 erschienenen vierbändigen Lexikon biografiA. Lexikon österreichischer Frauen.

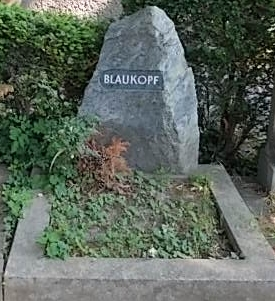
Grabstätte von Kurt und Herta Blaukopf am Friedhof Mauer

## Werke (Auswahl)
- 1959: Im Wiener Kaffeehaus
- 1962: Humor & Hamur
- 1996: Positivismus und die Ideologie in der Germanistik. Aus den Anfängen der österreichischen Sprach- und Literaturforschung. In: Philosophie, Literatur und Musik im Orchester der Wissenschaften, Hrsg. Kurt Blaukopf
- 1998: Stifters literarischer Protokollsatz. Ein Mittel zur Darstellung der ‚wirklichen Wahrheit‘. In: Science in Fiction – Fiction in Science. Zum Gespräch zwischen Literatur und Wissenschaft, Hrsg. Wendelin Schmidt-Dengler
- 2000: Aus einer Schreibwerkstatt. Leben und Arbeiten mit Kurt Blaukopf. In: Kunst, Kunsttheorie und Kunstforschung im wissenschaftlichen Diskurs. In memoriam Kurt Blaukopf (1914–1999), Hrsg. Martin Seiler und Friedrich Stadler

### Gemeinsam mit Kurt Blaukopf
- 1957: Musikführer Wien. Entdeckungsreise in die Hauptstadt der Musik
- 1980: Gustav Mahler – Richard Strauss. Briefwechsel zwischen 1888–1911
- 1982: Gustav Mahler, Briefe, Neuausgabe
- 1983: Gustav Mahler, Unbekannte Briefe
- 1986: Die Wiener Philharmoniker. Wesen, Werden, Wirken eines großen Orchesters
- 1992: Die Wiener Philharmoniker. Welt des Orchesters – Orchester der Welt
- 1994: Gustav Mahler. Leben und Werk in Zeugnissen der Zeit
- 1996: Gustav Mahler – Briefe